# 昂热维尔 (卡尔瓦多斯省)
昂热维尔（法語：Angerville，法語發音：[ɑ̃ʒɛʁvil] ⓘ）是法国卡尔瓦多斯省的一个市镇，属于利雪区。

## 地理
昂热维尔（49°14'35"N, 0°1'58"W）面积3.91 平方千米，位于法国诺曼底大区卡爾瓦多斯省，该省份为法国西北部沿海省份，北濒大西洋英吉利海峡，东北与滨海塞纳省以海上边界相接，东临厄尔省，南至奧恩省，西与芒什省接壤。
与昂热维尔接壤的市镇（或旧市镇、城区）包括：克雷斯沃耶、欧日地区杜维尔、多聚莱、格朗格、厄朗、圣莱热迪博。

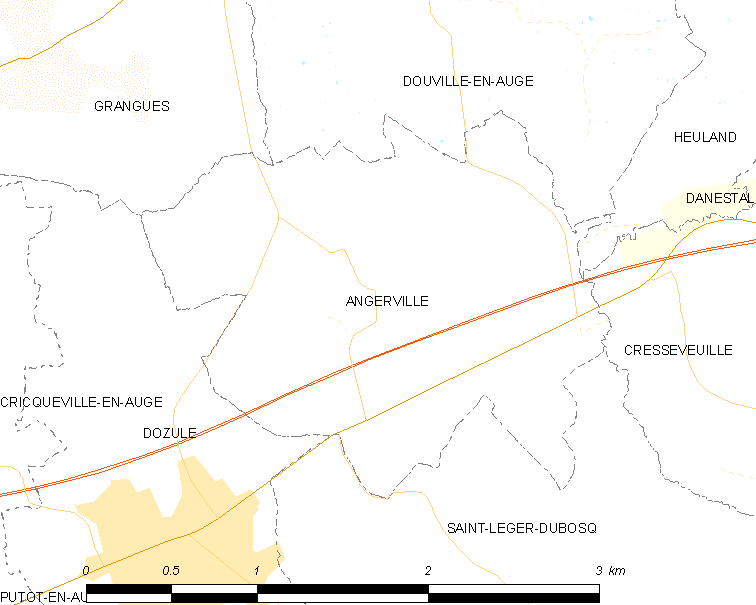
的OSM定位图

昂热维尔的时区为UTC+01:00、UTC+02:00（夏令时）。

## 行政
昂热维尔的邮政编码为14430，INSEE市镇编码为14012。

## 政治
昂热维尔所属的省级选区为卡堡县。

## 人口

1962-2008年间人口变化图示

昂热维尔于2022年1月1日时的人口数量为191人。